# Monofilia
È detta monofilia la proprietà di un insieme di specie di essere tutte e le sole discendenti di un comune antenato.

## Descrizione
Un gruppo con tale proprietà è detto monofiletico o clado. Un gruppo monofiletico è caratterizzato da una o più autapomorfie che lo contraddistinguono, ed è quanto mai importante evidenziare come spesso tali autapomorfie possono anche esser perse nello stadio adulto, ma comunque mantenute a livello embrionale, spesso in seguito a processi di pedogenesi. Le ramificazioni esterne vengono dette di outgroup. Esempi possono essere il clado Vertebrata, il genere Homo o anche il genere Canis, mentre sicuramente non possono esser definiti monofiletici raggruppamenti come gli Agnatha. Per determinare la monofilia di un gruppo si utilizzano varie metodologie di caratterizzazione filogenetica, da quelle molecolari utilizzando diversi marcatori genetici a quelle classiche morfologiche secondo il "criterio della massima parsimonia".
All'interno di questo grafico ogni singola lettera indica un gruppo monofiletico, ma potremmo definire come monofiletici anche l'insieme dei gruppi A e B, o C e D. Non è monofiletico, invece, l'insieme dei gruppi D e A, in quanto esclude altri gruppi che derivano dallo stesso antenato comune; in questo caso, di parla di gruppi parafiletici.
Nonostante sembri banale, l'individuazione di somiglianze strette tra cladi è estremamente complicata, a causa di diversi fenomeni molecolari che impediscono una caratterizzazione genetica di facile comprensione. Un esempio è la condizione della situazione tassonomica dei protisti in genere, per cui ancora non si è capito quali sono i gruppi appartenenti al gruppo corona, o ancora più specificatamente dei ciliati. Rapporti infatti dati per scontati per molti anni, come quello tra Euplotes ed Euplotidium, o molti altri all'interno del gruppo degli ipotrichi sono stati sovvertiti più volte, anche a seconda del marcatore genetico che si va a studiare. Si guardi alla voce filogenesi per maggiori informazioni a proposito.